# Stainach
Stainach es un pueblo del distrito de Liezen, en el estado de Estiria, Austria. Desde el año 2015 forma parte del municipio de Stainach-Pürgg.

## Geografía
Se encuentra situado en el parque nacional Gesäuse, a la orilla del río Enns, un afluente por la derecha del Danubio.